# Sint-Jacobskerk (Gent)

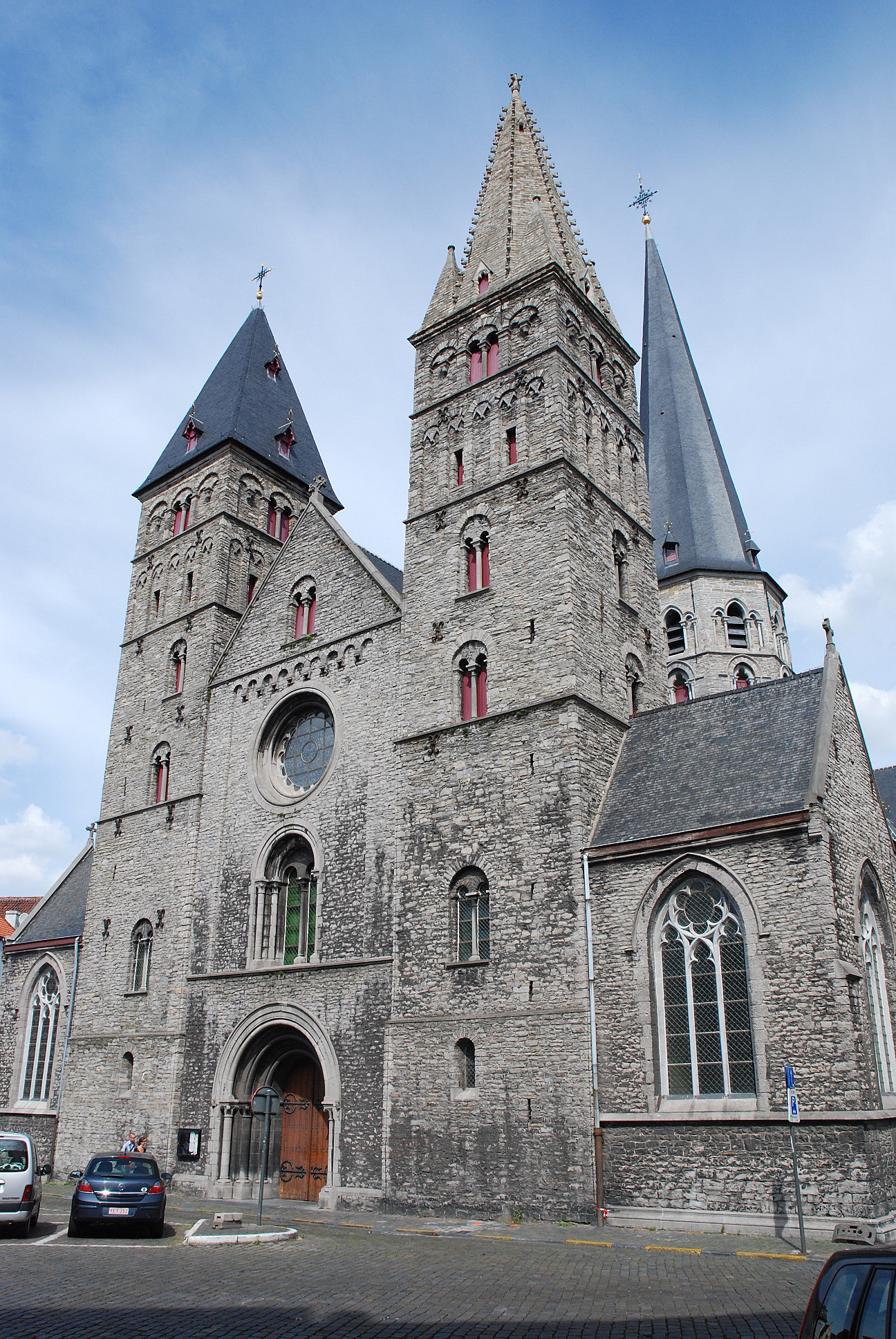
Sint-Jacobskerk

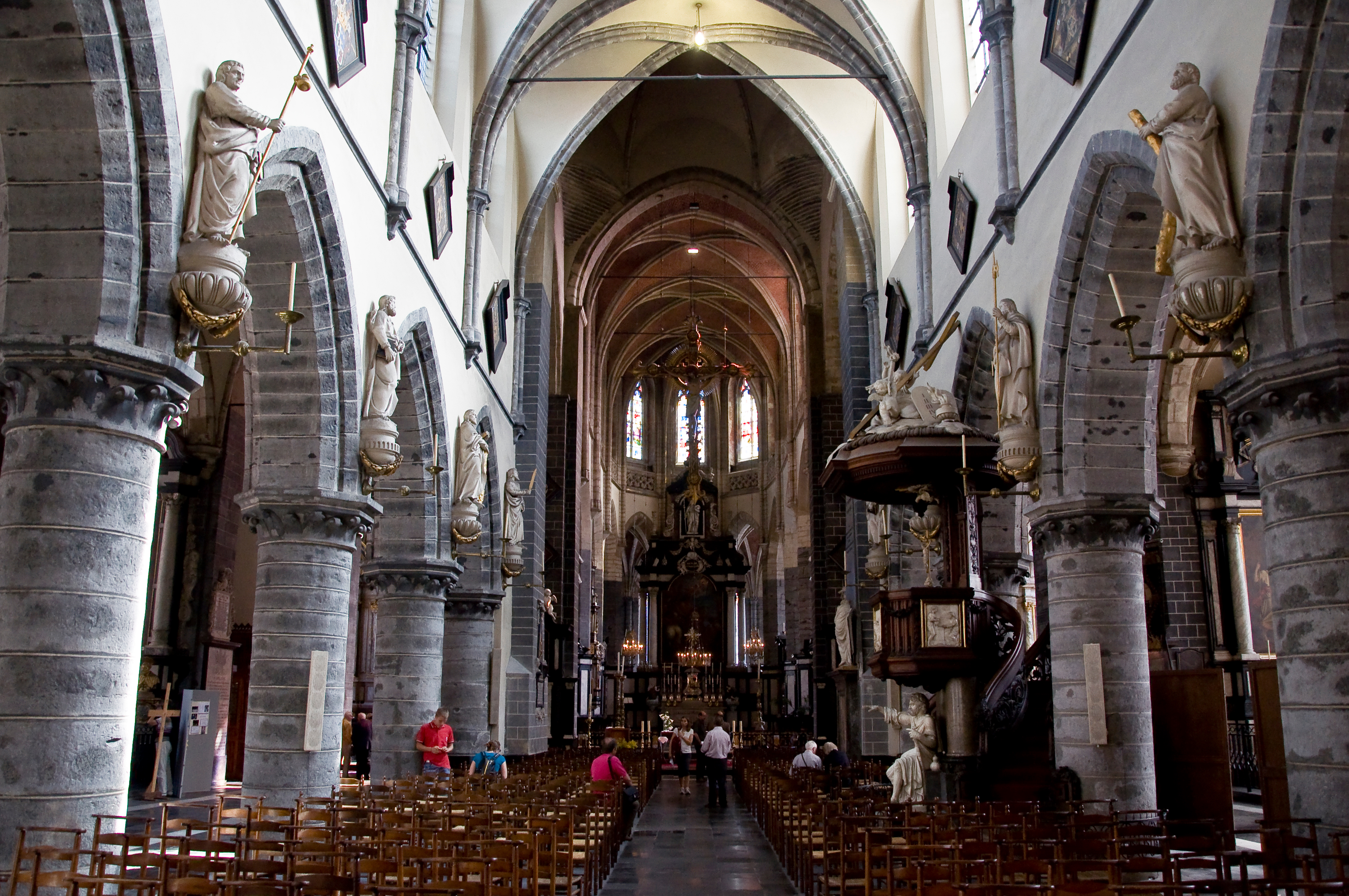
Interieur

De Sint-Jacobskerk is een kerk in de Belgische stad Gent. De kerk is gewijd aan de apostel Jacobus de Meerdere.

## Geschiedenis
Op deze plaats werd in 1093 een eerste houten kerk gebouwd, toegewijd aan de heilige Jacobus. Hoogstwaarschijnlijk had de bouw ervan te maken met de komst van pelgrims tijdens hun tocht naar Santiago de Compostella. Het was de oudste kerk in de Zeventien Provinciën die aan hem was toegewijd. Het gebouw werd verwoest door troepen van Robert Curthose. Ze werd vervangen door een gebouw uit hout en steen.
Een nieuwe romaanse kerk werd gebouwd waarvan de kern stamt uit de periode na 1120. Het is de oudste romaanse kerk in België met een dubbele westertoren, hoewel al eerder een onvoltooid gebleven tweetorenfaçade bij de kathedraal van Doornik was begonnen. Uit de romaanse periode resten verder nog de pijlers van het transept. De achtkantige vieringtoren en de verbouwing van het koor vonden plaats rond het midden van de 13e eeuw, in de stijl van de Scheldegotiek. Een brand rond 1400 legde de zuidelijke van de twee westtorens in de as. Hoewel deze werd herbouwd met een spits in steen, is het aangezicht sindsdien niet meer symmetrisch. In de 15e eeuw breidde men de kerk uit met zijkapellen voor de gilden.
Op het einde van de 15e eeuw kreeg de verbouwde toren een gotische spits in Balegemse steen. Het interieur had erg te lijden van de bekende godsdiensttroebelen in de 16e eeuw. De Gentse rederijker Marcus van Vaernewijck schreef in zijn dagboek:
Wij hoorden ootrent den 11 hueren (bij nachte) groot gheruchte in sente janshuus van breken, maer veel meer ende langher duerende in sente jacobskeercke, daer veel meer claerheyts ende lichts in zach, ende men hoorde bij waerften groot rumoer van beelden, oft blocken, oft verwelven van autaertafelen, die zij afwierpen. Daer en was gheen keercke in Ghendt van binnen zo zeer gheschonden als dese
tSente Jacobs waren die orghelen al bedorven ende averecht ghesmeten...
Herstellingen werden uitgevoerd in barokke stijl. De kerk werd tweemaal grondig verbouwd en gerestaureerd, tussen 1733 en 1784 en nogmaals tussen 1866 en 1906.

## Interieur
Door de eeuwen heen is de vloer diverse malen opgehoogd. Het huidige maaiveld ligt ongeveer anderhalve meter hoger dan bij de bouw van de kerk. De pilaren ogen daarom korter en dikker.
Het hoofdaltaar (1657) en altaartombe (1666) zijn van de hand van de Gentse beeldhouwer J. Cox die eerder werkzaam was voor de Brugse Sint-Jacobskerk.
Aan de noordzijde bevindt zich de kapel van de Trinitariërs. De orde legde zich in de middeleeuwen toe op het bevrijden van Christenen die tijdens de kruistochten en daarna waren gevangengenomen of als slaaf verkocht. De schilderijen in deze kapel, van Gaspar de Crayer en zijn leerling Jan van Cleef verwijzen hiernaar.
De barokke sacramentstoren is de derde op deze plek. Het oorspronkelijke, gotische exemplaar werd verwoest tijdens de Beeldenstorm van 1566. Onmiddellijk werd een nieuwe gebouwd op dezelfde plek, maar deze viel ten prooi aan de vernielzucht ten tijde van de Gentse Republiek. De huidige sacramentstoren dateert uit 1593 en wordt toegeschreven aan Jérôme de Quesnoy.
In de kerk zijn tientallen schilderijen te vinden, waarvan vele van hoog niveau. Onder de makers bevinden zich:
- Robert van Audenaerde
- Jan Boeckhorst
- Jan van Cleef
- Michiel Coxie met Triptiek van Christus aan het kruis[1] (Vlaamse Meesters in Situ)
- Gaspar de Crayer
- Antoon van den Heuvel
- Nicolaas de Liemaekere
- Jean-Baptiste Maes
- Gillis le Plat
- Lucas van Uden

In de kerk staan twee (!) praalgraven van de verloskundige Jan Palfijn, uitvinder van de verlostang. Het eerste, opgericht  in opdracht van het College der Medicijnen, bleek bij nader inzien te bescheiden voor Palfijns statuur, en een jaar later kwam er een grootser monument van het Gentse stadsbestuur.

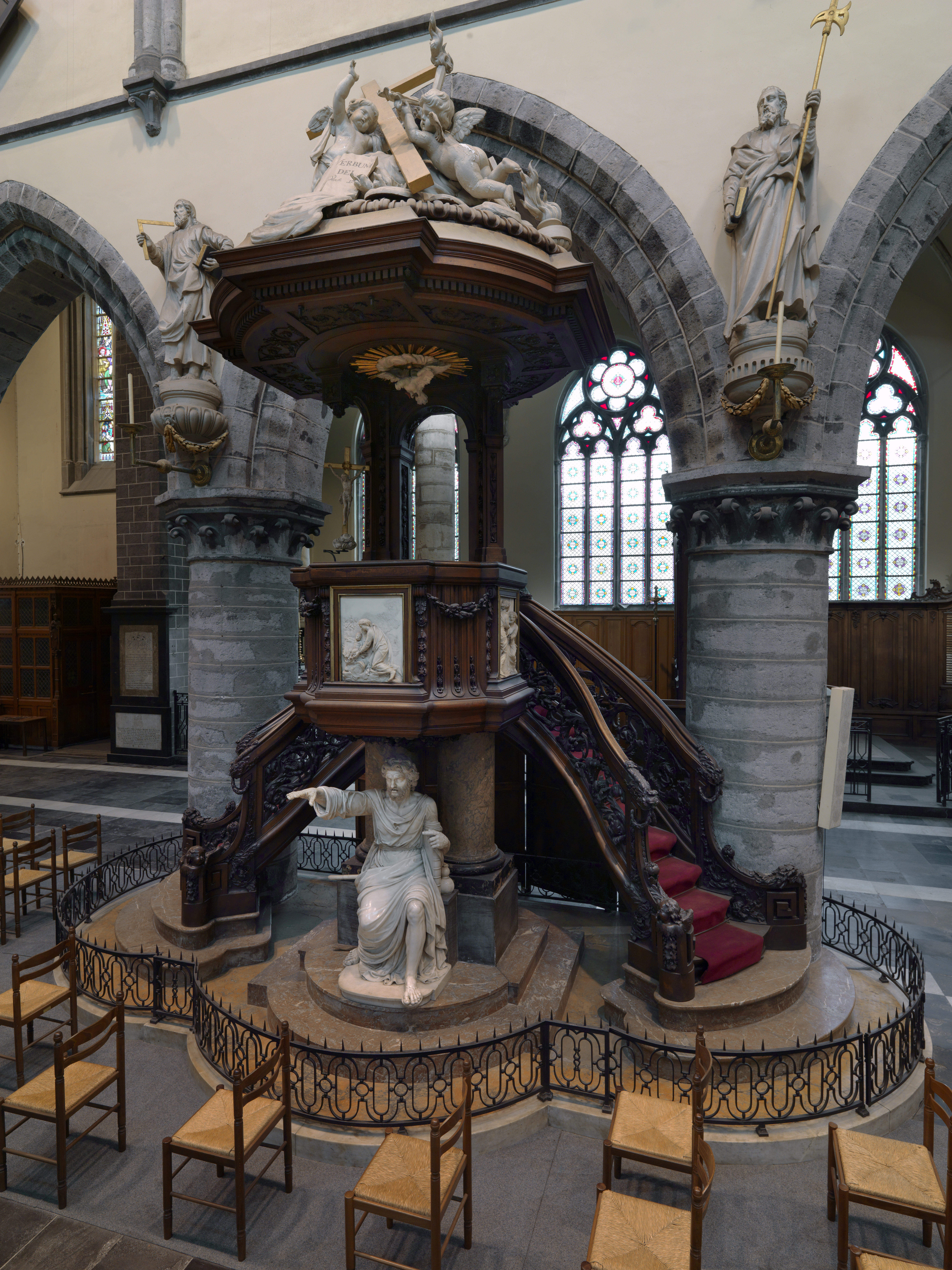
Preekstoel, Sint-Jacobskerk Gent

De classicistische preekstoel is een ontwerp van de Gentse architect Jacques-Jean Dutry. Het wit-marmeren beeld aan de voet van de preekstoel is van de barokbeeldhouwer Karel Van Poucke en stelt de apostel Jacobus voor die het volk onderwijst. Het houtsnijwerk aan de kuip werd uitgevoerd door Jacques Lagye.
In de toren hangen nog twee klokken uit de 17de eeuw: de Salvator (3500 pond) en de Maria (2500 pond). Beide zijn gegoten door Lotharingse klokkengieters: Frans en Nicolaes de Lespine en Nicolaes Chaboteau, samen met een derde klok, de Jacob (4500 pond) die verloren is gegaan. Tegen het einde van de 17de eeuw bezat de Sint-Jacob een carillon met een gelui van 13 klokken.

## Bij Sint-Jacobs
Het plein rondom is naar de kerk vernoemd: Bij Sint-Jacobs.
Vroeger lag hier het kerkhof rond de kerk, waar onder andere Jan Palfijn anoniem begraven werd, een vijftigtal jaar voor hij zijn praalgraven in de kerk kreeg.
In 1970 vonden op het plein Bij Sint-Jacobs de eerste moderne Gentse Feesten plaats, een initiatief van Walter De Buck. Dit plein naast de kerk maakt nog altijd het hart uit van de Gentse Feesten, en de organiserende vzw Trefpunt die hij startte, heeft er haar lokalen, café en concertzaal. Sinds 1992 wordt er op 21 juli op het groot podium ook de Prijs voor de Democratie en sinds 2009 ook de Jaap Kruithofprijs uitgereikt door de lokale feitelijke vereniging Democratie 2000.

### Walter De Buckplein
In 2017 is een deel van dit kerkplein (ten zuiden van de kerk) hernoemd naar het Walter De Buckplein.

## Sint-Jacobskerk tijdens de Gentse Feesten

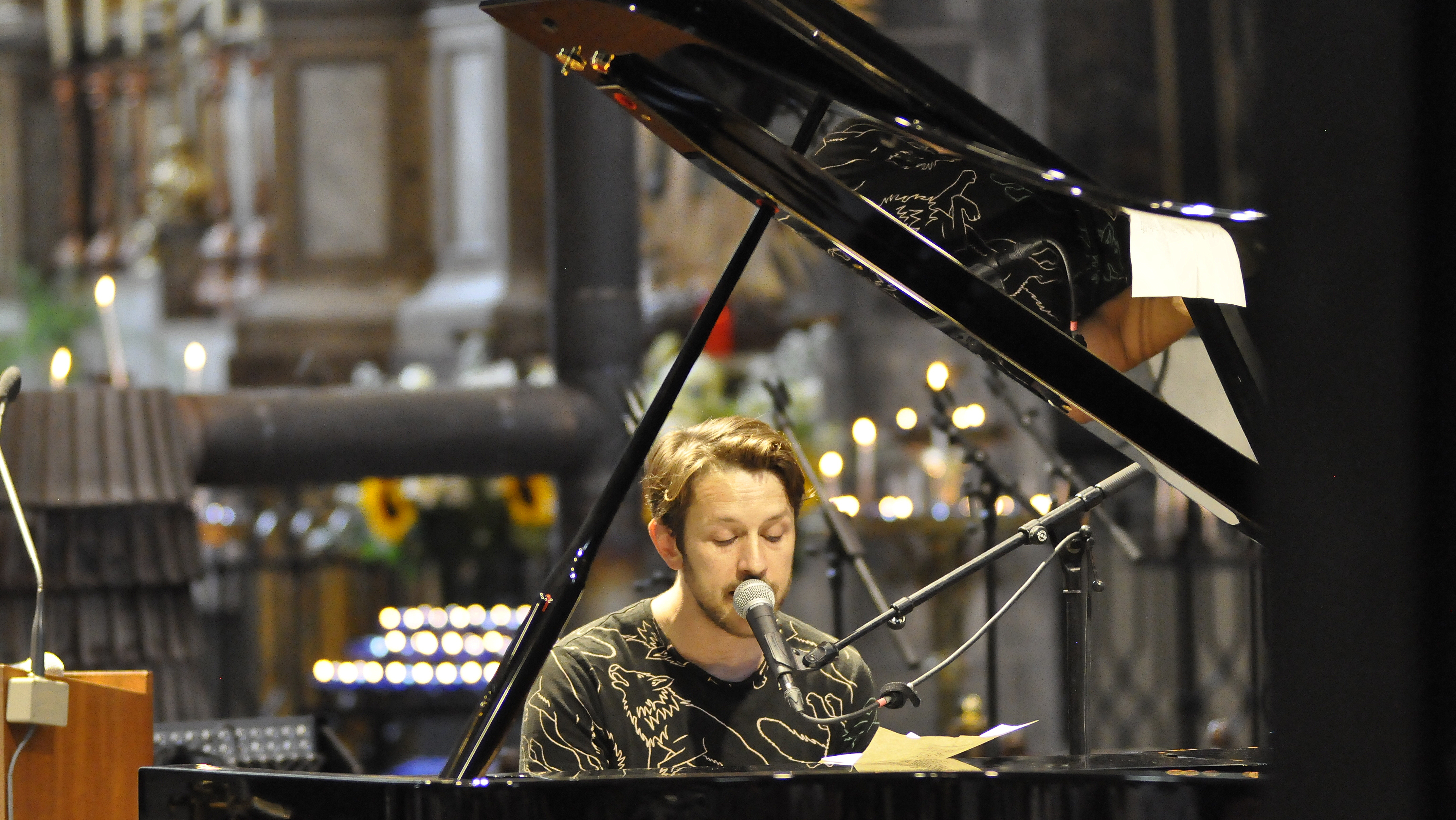
Sioen tijdens de Gentse Feesten 2018 in de Sint-Jacobskerk

Ook in de kerk zelf vinden tijdens de Gentse Feesten muzikale optredens plaats. Sinds 2015 vormt het cultuurevenement CHURCH van Jacobus vzw de kerk tijdens die tien dagen om tot "cultureel en culinair rustpunt".

## Trivia
- Op 9 juni 1996 raakte omstreeks halftien 's avonds een luchtballon totaal uit stuur, en de lucht in de middenstad zoog hem steeds lager. De mand met twee personen bleef hangen aan het smeedijzeren kruis van de grootste toren van de Sint-Jacobskerk. De 25-jarige brandweer-onderluitenant Yves Pieters en de 40-jarige brandweer-korporaal Jackie Speeckaert konden de luchtreizigers redden via de binnenzijde van de torenwand. Zij werden bijgestaan door graveur op rust en hulpkoster Eugène Vanderstraeten die in de onmiddellijke omgeving woonde op de Steendam en dienstdeed in de kerk. Het kruis was gehavend en moest weggenomen worden. In 2002 werd het kruis teruggeplaatst.